# 小布季夏 (哈佳奇區)
50°19′21″N 34°1′44″E / 50.32250°N 34.02889°E
小布季夏（烏克蘭語：Малі Будища），是烏克蘭中部的村莊，隸屬波爾塔瓦州的米爾霍羅德區。該村處於普肖爾河畔，距離哈佳奇2.5公里，始建於1622年，面積2.50平方公里，海拔高度160米，2001年人口441。